# 곽성통
곽성통(郭聖通, ? ~ 52년)은 후한의 초대 황제 광무제의 첫 황후로, 진정국 고성현 사람이다. 진정왕 유양의 생질녀이다. 41년, 광무제의 총애를 잃고 폐위되었다. 그러나 그녀가 폐위된 후에도 그녀와 그녀의 가족 모두 계속 존경받고 영광을 누렸다.